# كاثرين ماهر

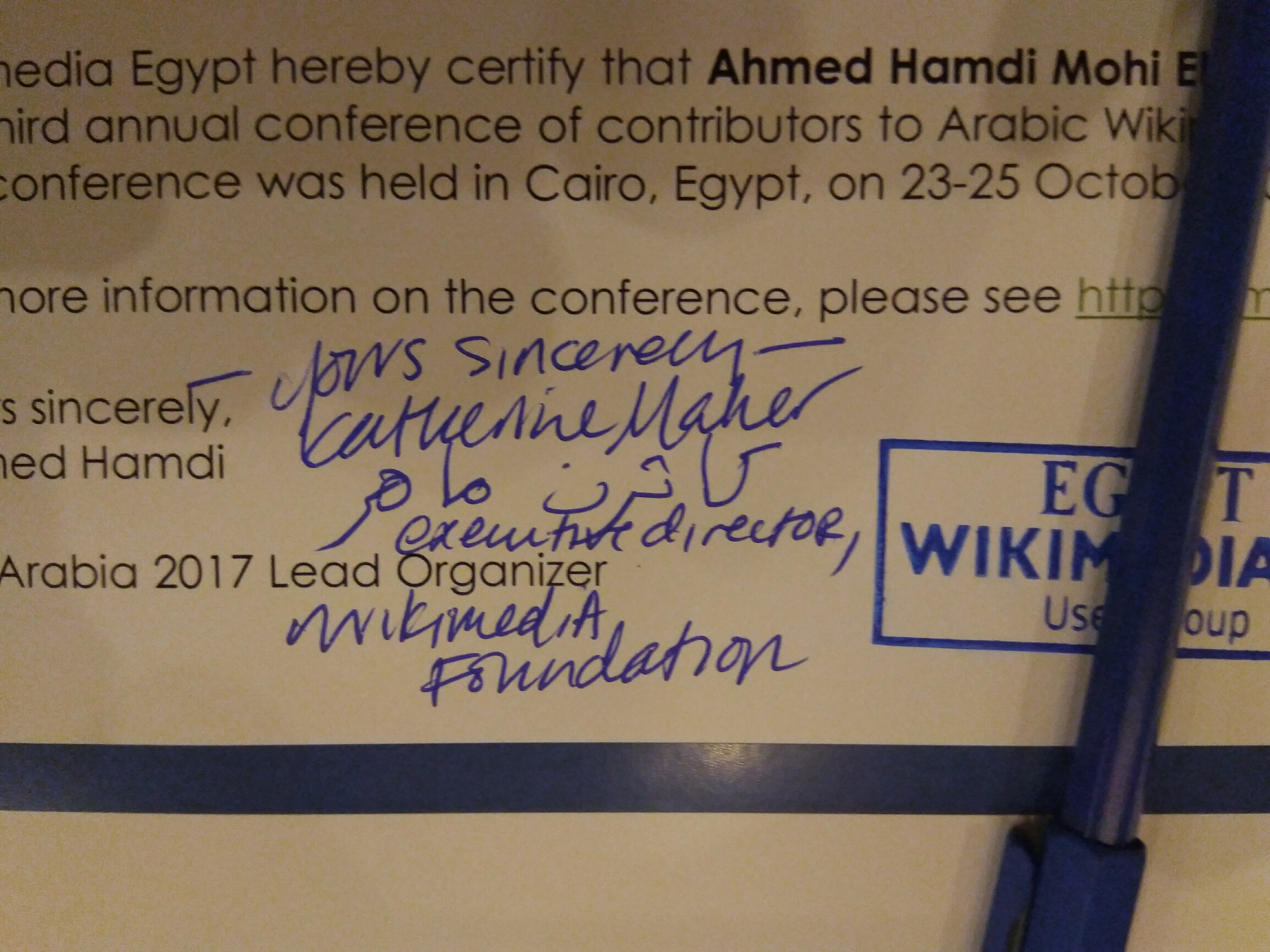
كاثرين (كاثرن) ماهر تكتب باللغة العربية

كاثرين ماهر (بالإنجليزية: Katherine Maher)‏ (ولدت 18 أبريل 1983 ) هي سيدة أعمال أميركية من أصل أيرلندي. شغلت منصب المدير التنفيذي المؤقت للمؤسسة ويكيميديا منذ 14 مارس 2016 حتى صارت المديرة التنفيذية للمؤسسة في يونيو من العام ذاته، وقد أعلن جيمي ويلز عن توليها المنصب في مؤتمر ويكيمانيا 2016 في 24 يونيو 2016.
حصلت على درجة البكالوريوس من كلية جامعة نيويورك للفنون والعلوم في عام 2005.

## النشأة والتعليم
نشأت كاثين ماهر في ويلتون، كونيتيكت وحضرت مدرسة ويلتون الثانوية، وبعد تخرجها من المدرسة الثانوية تخرجت من البرنامج المكثف للغة العربية التابع لمعهد اللغة العربية بالجامعة الأمريكية بالقاهرة عام 2003 ، والذي قالت إنها تجربة تكوينية غرست فيها حبًا عميقًا للشرق الأوسط، درست ماهر بعد ذلك في المعهد الفرنسي للدراسات العربية في سوريا وأمضت بعض الوقت في لبنان وتونس.
حصلت كاثرين ماهر في عام 2005 على درجة البكالوريوس من جامعة نيويورك في دراسات الشرق الأوسط والإسلام.

## مسار مهني
بعد فترة تدريب في مجلس العلاقات الخارجية ومجموعة أوراسيا ، بدأت كاثرين ماهر العمل عام 2005 في إتش إس بي سي HSBC في لندن وألمانيا وكندا كجزء من برنامج تطوير المديرين الدوليين.
في عام 2007 ، عادت كاثرين ماهر إلى مدينة نيويورك حيث عملت من 2007 إلى 2010 في اليونيسف كمسؤولة عن الابتكار والاتصال، عملت على تعزيز استخدام التكنولوجيا لتحسين حياة الناس وسافرت على نطاق واسع للعمل على القضايا المتعلقة بصحة الأم والوقاية من فيروس نقص المناعة البشرية / الإيدز ومشاركة الشباب في التكنولوجيا.
تضمن أحد مشاريعها الأولى في اليونيسف اختبار امتدادات ميدياويكي المتعلقة بإمكانية الوصول في إثيوبيا، تلقى مشروع آخر تمويل منحة للعمل على استخدام الهواتف المحمولة لمراقبة التغذية لدى الأطفال في ملاوي.
من 2010 إلى 2011 ، عملت كاثرين ماهر في المعهد الديمقراطي الوطني كمسؤول برنامج تكنولوجيا المعلومات والاتصالات، حيث عملت في مجال تكنولوجيا المعلومات والاتصالات، من عام 2011 إلى عام 2013 عملت ماهر في البنك الدولي كأخصائي ابتكار في مجال تكنولوجيا المعلومات والاتصالات واستشارية في تكنولوجيا التنمية الدولية والديمقراطية ، وعملت على تكنولوجيا المعلومات والاتصالات من أجل المساءلة والحكم مع التركيز على دور الهواتف المحمولة وغيرها من التقنيات في تسهيل المجتمع المدني و الإصلاح المؤسسي ، وخاصة في الشرق الأوسط وأفريقيا.

## مرتبة الشرف
في عام 2013 ، صنفتها مجلة ديبلوماتيك كورير The Diplomatic Courier كواحدة من 99 من كبار المتخصصين في السياسة الخارجية تحت سن 33.